# Wasted on You (Evanescence)
Wasted on You è un singolo del gruppo musicale statunitense Evanescence, pubblicato il 24 aprile 2020 come primo estratto dal quinto album in studio The Bitter Truth.

## Descrizione
Si tratta di una delle quattro canzoni che il gruppo ha registrato con il produttore Nick Raskulinecz all'inizio del 2020. In origine il brano non era stato concepito come primo singolo dell'album, come dichiarato dalla cantante Amy Lee:

## Accoglienza
Kerrang! ha definito il brano come una delle 10 migliori canzoni scritte durante il lockdown, mentre la rivista Elle lo ha inserito al 12º posto nella classifica delle 34 migliori canzoni dell'anno.

## Video musicale
Il video è stato diretto da P. R. Brown e girato durante il periodo di quarantena con gli smartphone dei componenti del gruppo. Rispecchiando alla perfezione gli stati d'animo di disconnessione dal mondo e di mancanza di controllo che molti stanno vivendo, il video mostra i membri del gruppo soli nelle proprie case e con le proprie famiglie, mentre passano il tempo e cercano di costruire qualcosa in un mondo e per un pubblico che appare più piccolo che mai.
Per la BBC News il video di Wasted on You è uno degli 11 migliori video musicali girati durante il lockdown. Il video ha ricevuto una nomination agli MTV Video Music Awards 2020 nella categoria Best Rock, segnando la prima candidatura del gruppo dal 2004.

## Tracce
1. Wasted on You – 4:22

## Formazione
- Amy Lee – voce, tastiera, pianoforte
- Troy McLawhorn – chitarra solista
- Jen Majura – chitarra ritmica, cori
- Tim McCord – basso
- Will Hunt – batteria

## Classifiche
| Classifica (2020)                | Posizione massima |
| -------------------------------- | ----------------- |
| Regno Unito (rock & metal)       | 35                |
| Stati Uniti (hard rock)          | 12                |
| Stati Uniti (rock & alternative) | 16                |
| Ungheria (download)              | 16                |